# ديرك مينيفيلد
ديرك مينيفيلد (بالإنجليزية: Dirk Minniefield)‏ مواليد 17 يناير 1961 في ليكسينغتون، هو لاعب كرة سلة أمريكي معتزل. بدأ مسيرته الاحترافية في سنة 1983. تم اختياره من قبل فريق دالاس مافيريكس خلال الدرافت. يبلغ طوله 6 قدم 3 بوصة (1.9 م). اعتزل اللعب في 1993.

## المسيرة الاحترافية
لعب مع كليفلاند كافالييرز من سنة 1985 إلى 1987، ثم لعب مع هيوستن روكتس في موسم 1986–1987، ثم لعب مع غولدن ستايت ووريورز في سنة 1987، ثم لعب مع بوسطن سيلتكس في موسم 1987–1988.

## روابط خارجية
- ديرك مينيفيلد على موقع إن بي أي (الإنجليزية)
- ديرك مينيفيلد على موقع سبورتس رفرنس (الإنجليزية)
- ديرك مينيفيلد على موقع كلية كرة السلة في سبورتس رفرنس.كوم (الإنجليزية)
- ديرك مينيفيلد على موقع ريلجم (الإنجليزية)
- ديرك مينيفيلد على موقع بروبوليرز (الإنجليزية)